# Rocca di Montestaffoli
La rocca di Montestaffoli è una rocca costruita nel XIV secolo nel comune di San Gimignano.

## Storia
Il poggio di Montestaffoli era, nell'Alto Medioevo, sede di una rocca posseduta dal vescovo di Volterra, che aveva giurisdizione politica sull'insediamento. Qui era stato istituito un mercato che godeva di una fiorente economia, grazie agli scambi con le città vicine (San Gimignano era infatti all'incrocio tra la via Francigena, sull'asse nord-sud, e la via che congiungeva Pisa con Siena).
La zona di Montestaffoli venne lambita dalle due cerchie murarie, finché nel 1353 i fiorentini, ai quali i sangimignanesi avevano offerto la loro città in cambio di protezione dopo l'epidemia della peste, la successiva carestia del 1348 e le continue lotte interne fra famiglie rivali, costruirono l'attuale rocca.
Andata in rovina durante gli anni del Granducato di Toscana, venne restaurata solo nel Novecento; restano solo le mura e sono andati persi tutti gli ambienti.
Da alcuni anni viene usata come luogo per rappresentazioni e concerti nella stagione estiva, e recentemente vi sono anche state installate alcune opere d'arte contemporanea.

## Galleria d'immagini

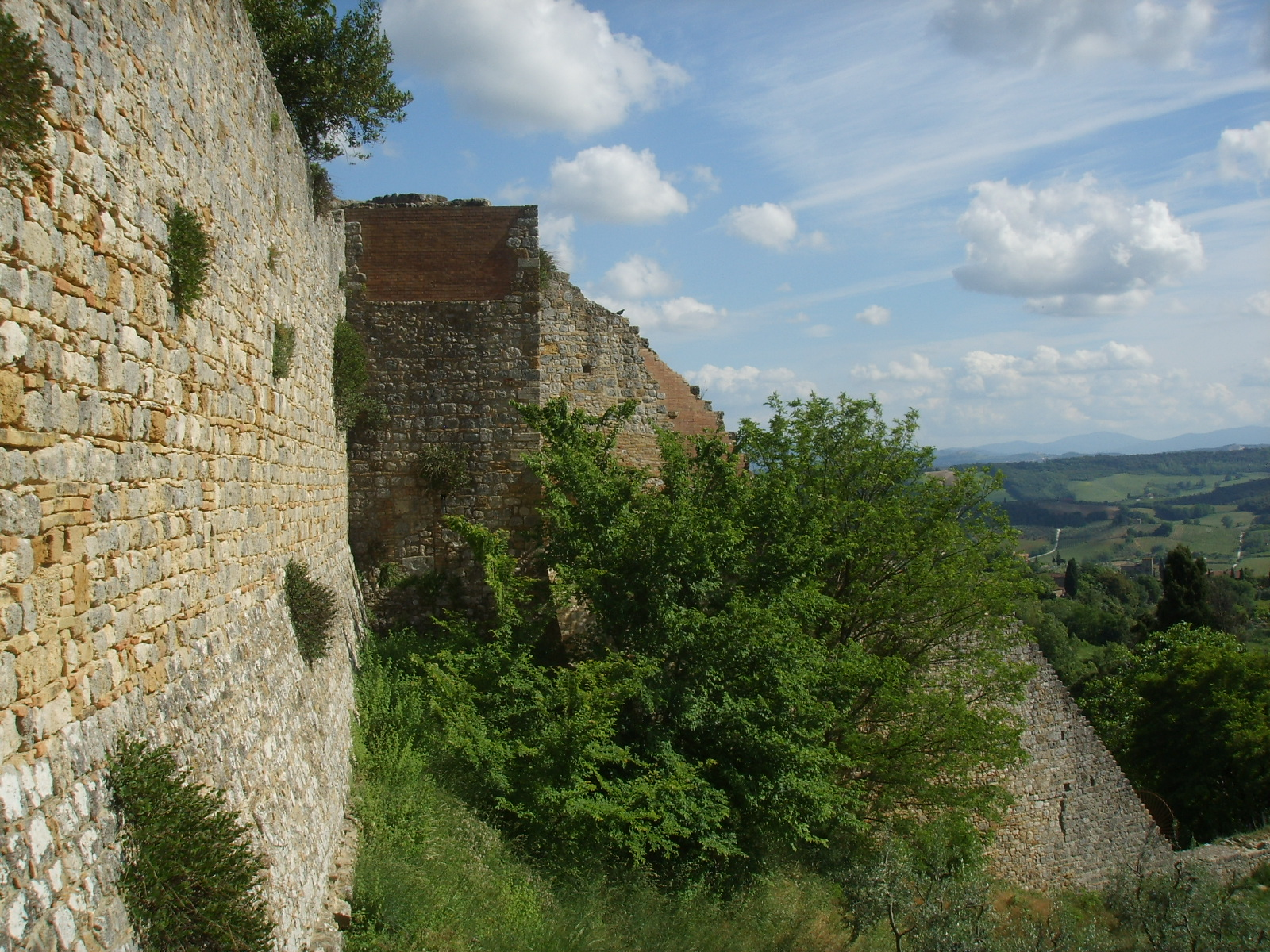
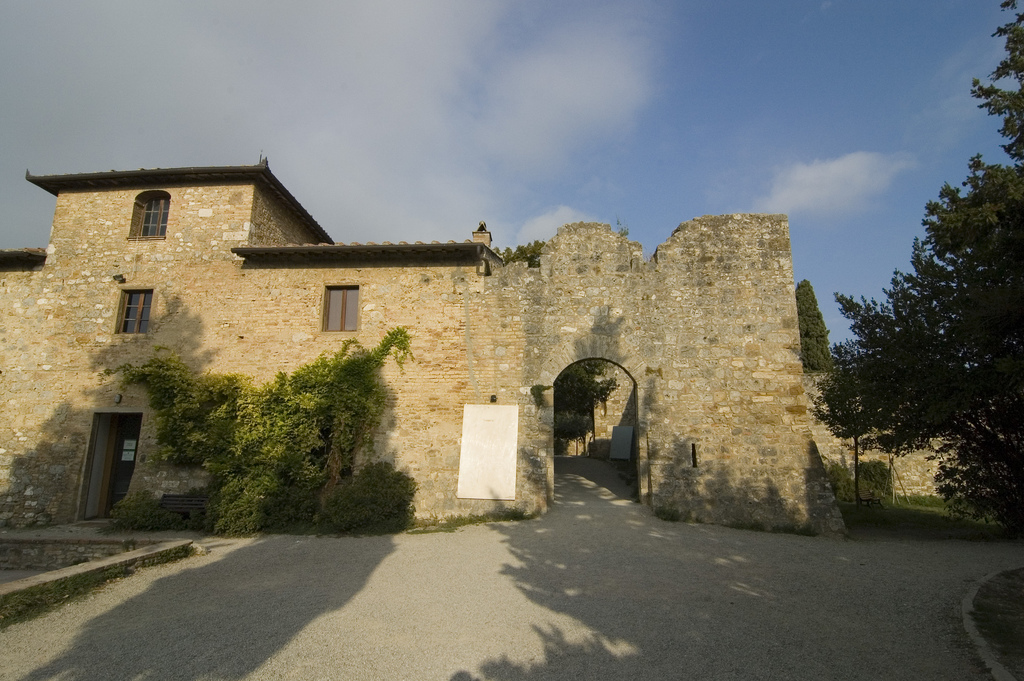
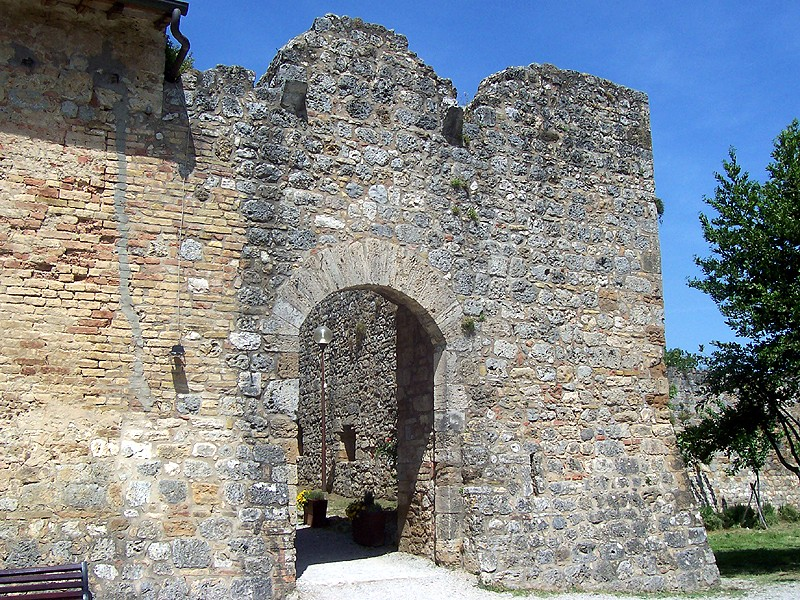
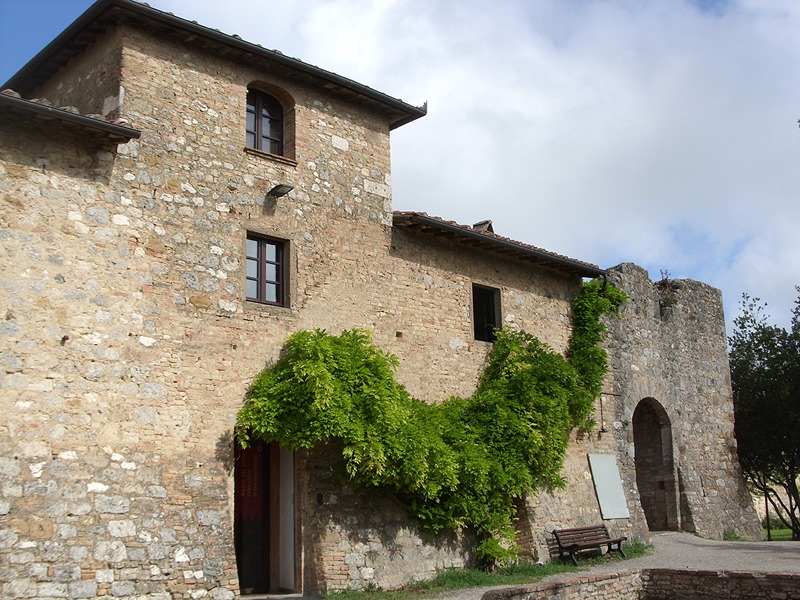